# 孝姫
孝姫（たかひめ、こうひめ、文化6年11月21日（1809年12月27日） - 文久2年5月16日（1862年6月13日））は、桑名藩主・松平定和の正室。定和との間に定猷、豊子（黒田長知室）の1男1女がいる。別名壽姫、孝子。

## 生涯
文化6年（1809年）、薩摩藩主・島津重豪の娘として薩摩藩江戸高輪邸にて誕生する。母は側室の谷氏。初名は壽姫。文化12年12月（1816年）に孝姫と改名する。
文化15年（1818年）1月に桑名藩主・松平定永の継嗣・定和と婚約する。文政4年（1821年）12月1日桑名藩の松平江戸屋敷に入り、文政10年2月6日に正式に婚姻。孝姫は定和の初子に定猷を産んだ。
天保12年（1841年）6月22日に夫・定和が死去した。定和の死去により、柔正院と称する。家督は息子の定猷が継いだが、定猷も安政6年（1859年）8月22日に死去した。孫の定教は幼児であったため、孫娘の初子が婿に迎えた松平定敬が桑名藩主となった。
文久2年（1862年）5月16日に江戸の桑名藩邸にて死去した。孫の藩主就任を見届ける前の死であった。

## 補注
1. ↑  参照「近秘野艸」（『鹿児島県史料』「伊地知季安著作史料集六」所収）